# Kristinehamns enskilda bank

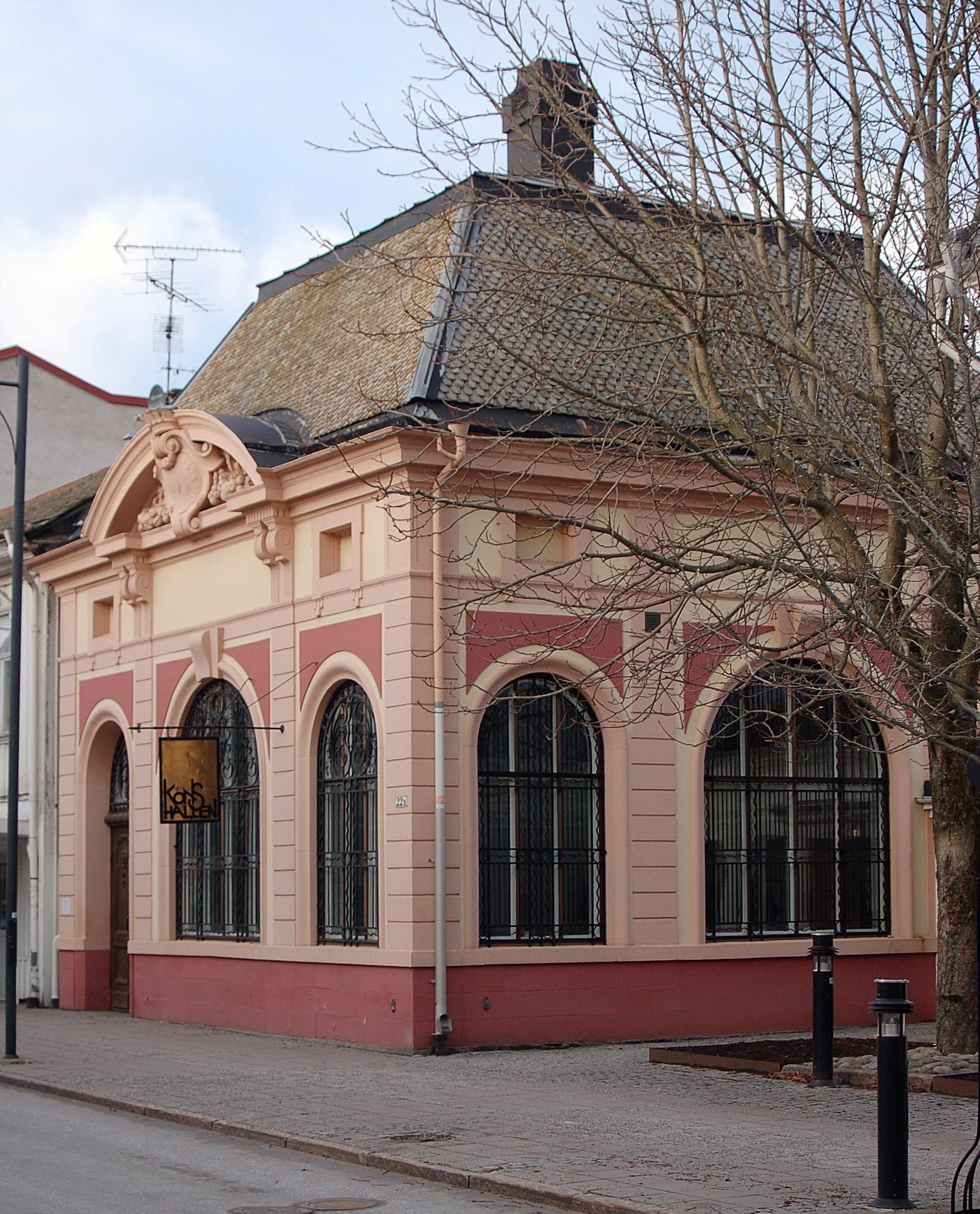
Bankens avdelningskontor i Arvika.

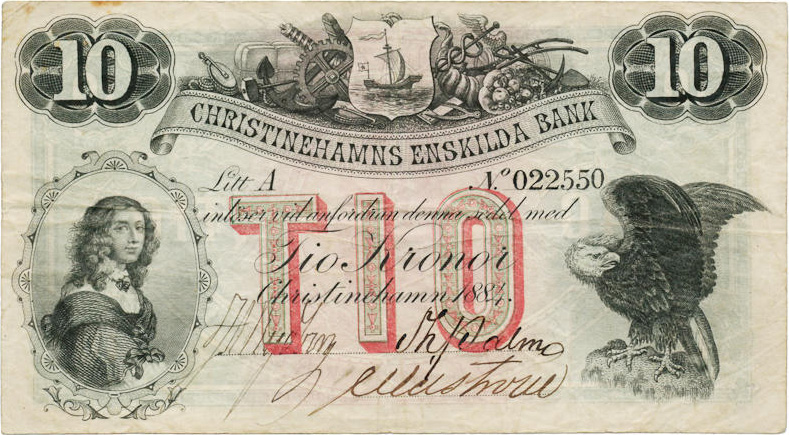
Privatbanksedel utgiven 1884

Kristinehamns enskilda bank, (även som Christinehamns Enskilda Bank), var en svensk affärsbank med säte i Kristinehamn som var verksam mellan 1865 och 1911. Banken startades under namnet Enskilda banken i Kristinehamn, men bytte namn 1875. Huvudkontoret låg i Kristinehamn och banken hade avdelnings- och expeditionskontor runt om i Värmland. 1911 övertogs banken av Wermlands Enskilda bank.